# Mima Jaušovecová
Mima Jaušovecová (* 20. červenec 1956, Maribor) je bývalá jugoslávská profesionální tenistka slovinské národnosti. Byla antukovou specialistkou. Do dějin světového tenisu se zapsala především jako vítězka Roland Garros roku 1977, kdy ve finále porazila rumunskou tenistku Florenţu Mihaiovou. To, že se jí na grandslamových turnajích zdaleka nejvíce daří právě v Paříži, potvrdila i v letech 1978 a 1983, kdy se dvakrát probojovala do finále Roland Garros, avšak tentokrát prohrála, poprvé s Rumunkou Virginiou Ruziciovou, podruhé s Američankou Chris Evertovou. Také ve čtyřhře dosahovala úspěchů především na pařížské antuce, když spolu s Ruziciovou roku 1978 pařížskou čtyřhru žen vyhrála. Toho roku tato dvojice došla i do finále ženské dvouhry ve Wimbledonu, avšak tentokrát ztroskotala na australské dvojici Kerry Melville Reidová-Wendy Turnbullová. Krom toho Ruziciová vyhrála 4 další turnaje WTA (Řím 1976, Toronto 1976, Hamburg 1978, Los Angeles 1982). Tři z nich byly na antuce, 1 na koberci.